# 広島県道459号矢口安古市線
広島県道459号矢口安古市線（ひろしまけんどう459ごう やぐちやすふるいちせん）は、広島市安佐北区から広島市安佐南区に至る一般県道である。

## 概要
広島市安佐北区口田1丁目から広島市安佐南区古市1丁目に至る。

### 路線データ
- 起点：広島市安佐北区口田1丁目（矢口三差路交差点、広島県道37号広島三次線交点）
- 終点：広島市安佐南区古市1丁目（古市交差点、国道183号交点、広島県道38号広島豊平線旧道起点）
- 総延長：約3.7 km

## 路線状況
右左折を繰り返す上、狭い箇所も多いが、大型路線バスが運行している。
国道54号や広島県道37号広島三次線などの広島市街地と郊外を結ぶ幹線道路と交わるためそれらとの交差点付近で渋滞が頻発している。

### 道路施設

#### 橋梁
- 安佐大橋（太田川、広島市安佐北区 - 広島市安佐南区）
- 安川新橋（安川、広島市安佐南区）
- 小瀬大橋(広島市安佐南区)

## 地理

### 通過する自治体
- 広島市（安佐北区 - 安佐南区）

### 交差する道路
| 交差する道路                                           | 市町村名 | 市町村名 | 交差する場所 | 交差する場所            |
| ------------------------------------------------------ | -------- | -------- | ------------ | ----------------------- |
| 広島県道37号広島三次線                                 | 広島市   | 安佐北区 | 口田1丁目    | 矢口三差路交差点 / 起点 |
| 広島県道271号八木広島線                                | 広島市   | 安佐北区 | 口田1丁目    | 安佐大橋東詰交差点      |
| 国道54号 / 祇園新道 国道191号 重複                     | 広島市   | 安佐南区 | 中筋4丁目    | [ 注釈 1 ]              |
| 国道183号 国道261号 重複                               | 広島市   | 安佐南区 | 中須2丁目    | 中須2丁目交差点         |
| 広島市道高陽沼田線                                     | 広島市   | 安佐南区 | 古市1丁目    | 古市駅（東）交差点      |
| 国道183号 国道261号 重複 広島県道38号広島豊平線 / 旧道 | 広島市   | 安佐南区 | 古市1丁目    | 古市交差点 / 終点       |

### 交差する鉄道
- 芸備線
- 広島高速交通広島新交通1号線

### 沿線
- JR西日本芸備線 安芸矢口駅
- 太田川
- E2 山陽自動車道 29 広島IC[注釈 2]
- 広島高速交通広島新交通1号線（アストラムライン） 古市駅
- 広島市立古市小学校
- 広島市安佐南区役所